# Eunereis eugeniae
Eunereis eugeniae är en ringmaskart som beskrevs av Leon-Gonzalez och Solis-Weiss 2000. Eunereis eugeniae ingår i släktet Eunereis och familjen Nereididae. Inga underarter finns listade i Catalogue of Life.